# Corbin Bleu

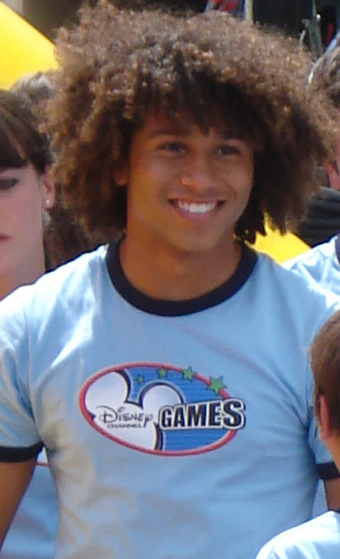
Corbin Bleu podczas Disney Channel Games 2007 na Florydzie

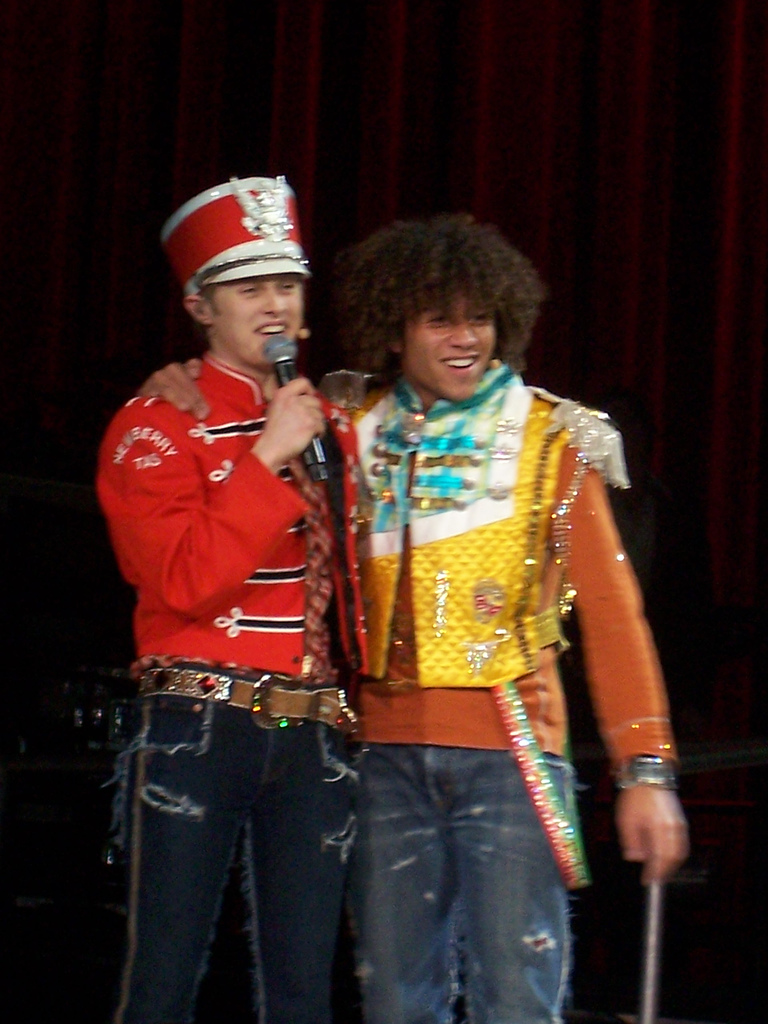
Bleu z Lucasem Grabeelem podczas tournèe High School Musical w 2006

Corbin Bleu, właściwie Corbin Bleu Reivers (ur. 21 lutego 1989 w Nowym Jorku) – amerykański aktor, model, tancerz i piosenkarz jamajsko-włoskiego pochodzenia.

## Życiorys

### Kariera
Już w wieku dwóch lat Bleu występował w reklamach telewizyjnych, a jako czterolatek został dziecięcym modelem agencji Ford Modeling Agency w Nowym Jorku. Kiedy pracował jako dziecięcy model jego rodzice zauważyli, że ich pierworodny ma dryg do tańczenia. Zapisali Corbina na zajęcia z jazzu i baletu klasycznego. Dodatkowo chodził na lekcje śpiewu.
W 1996 roku Bleu wraz z rodzicami przeprowadził się do Los Angeles, gdzie dla młodego człowieka było więcej możliwości. Już wtedy Bleu zaczął gościnnie występować w serialach takich jak na przykład Ostry dyżur i pojawiać się w programach dla dzieci. Cały czas ciężko pracował, aby doskonalić swoje umiejętności taneczne, wokalne oraz aktorskie.
Jedną z szans otrzymał już trzy lata po przeprowadzce.
W 1999 roku zagrał w filmie Family Tree (Drzewo życia). W 2004 roku na jednym z castingów dostał rolę w kinowej produkcji Łapcie tę dziewczynę, gdzie wcielił się w Austina. Od tej pory jego kariera nabrała rozpędu.
W 2005 roku zaczął grać w serialu Zagubieni z lotu 29, który kręcony był na jednej z hawajskich wysp i do której nagrał piosenkę Circle, pojawiał się również gościnnie w amerykańskim serialu komediowym Szkolny poradnik przetrwania.
2006 rok był dla Bleu przełomowym rokiem. Po związaniu się z telewizją Disney Channel Bleu dostał rolę Chada Danfortha w kultowym High School Musical, który praktycznie wszystkim z głównej obsady przyniósł sławę. Późniejsze znaczące role to gościnny występ w serialu Hannah Montana, główna rola w filmie Wskakuj!, filmowe zakończenie serialu Zagubieni z lotu 29 oraz High School Musical 2.
2007 rok był ważny dla młodego artysty nie tylko ze względu na karierę filmową, po pięciu miesiącach pracy w studio Bleu wydał pierwszą solową płytę noszącą tytuł Another Side.
W 2008 roku Corbin Bleu powrócił rolą Chada w High School Musical 3: Ostatnia klasa i pracował nad filmem FreeStyle, gdzie zadebiutował również jako producent.
10 marca 2009 roku Bleu wydał swoją drugą solową płytę pt. Speed of Light, której singlami były piosenki Moments That Matter i Celebrate You. W tym samym roku Bleu zaczął grać w nowym serialu telewizji CW, The Beautiful Life, jednak z powodu niskiej oglądalności serial został zdjęty zaledwie po kilku odcinkach. Końcówka roku była dla Bleu szczęśliwa. Dostał on angaż w wielokrotnie nagradzanym musicalu na Broadwayu In The Heights

## Życie prywatne

### Rodzina
Corbin Bleu jest najstarszym z dzieci Marthy Bleu i aktora Davida Reiversa. Jego matka pochodzi z Włoch, natomiast ojciec z Jamajki. Corbin Bleu ma trzy młodsze siostry: Hunter, Phoenix oraz Jag.

### Działalność charytatywna
Bleu wspiera wiele fundacji dobroczynnych takich jak fundacje Starlight, Make a Wish czy St. Jude Children's Research Hospital. Bierze również udział w Los Angeles Mission, która polega na rozdawaniu jedzenia potrzebującym przed Świętami Dziękczynienia oraz Wigilią Bożego Narodzenia.

## Filmografia
- 1996: High Incident
- 1996: Ostry dyżur – mały chłopiec (odc. 57)
- 1998: Malcolm & Eddie – Matthew
- 1998: Żołnierz przyszłości – Johnny
- 1998: Beach Movie
- 1999: Familly Tree
- 1999: Superbohaterowie – Butch
- 1999: Kosmiczna załoga – młodszy Tommy
- 2000: Cover Me: Based on the True Life of an FBI Family – Nick Elderby
- 2001-2002: Szał na Amandę – Russel Carter
- 2004: Łapcie tę dziewczynę – Austin
- 2004-2007: Szkolny poradnik przetrwania – Spencer
- 2005-2007: Zagubieni z lotu 29 – Nathan McHugh
- 2006: High School Musical – Chad Danforth
- 2006-2008: Hannah Montana – Johny Collins (odc. 1 i 55)
- 2007: Wskakuj! – Izzy Daniels
- 2007: High School Musical 2 – Chad Danforth
- 2008-2009: The Beautiful Life: TBL – Issac
- 2008: High School Musical 3: Ostatnia klasa – Chad Danforth
- 2009: Free Style – Cale Bryant
- 2009: Secret of the Magic Gourd[6] – Magiczna Tykwa (głos, angielski dubbing)
- 2009: The Beautiful Life – Isaac Taylor
- 2009: Free Style – Cale Bryant
- 2009: Fineasz i Ferb – Coltrane (głos, odc. 35 i 40)
- 2009: Beyond All Boundaries – Eddie W. Robinson / Sgt. Dan Levin (głos)
- 2010: I Owe My Life to Corbin Bleu – on sam
- 2010: Żona idealna – Jay Hawke / DJ Javier Berlin (odc. 27)
- 2011: The Little Engine That Could – Lou
- 2011: Sugar – Sketch
- 2011: Twinkle Toes – Drew
- 2012: Scary or Die – Emmett
- 2012: Renee – Mackey
- 2012: Zaprzysiężeni – Officer Blake[7]
- 2013: Tylko jedno życie – Jeffrey King
- 2013: Franklin & Bash – Jordan[8]
- 2013: The Monkey’s Paw – Catfish
- 2013: Perwersyjna siostra – Steve

## Broadway
- 2010: In The Heights – Usnavi
- 2012: Godspell – Jezus[9]

## Dyskografia

### Another Side
| Informacje o albumie |
| --- |
| Another Side - Data wydania: 1 maja 2007 (USA) - Wytwórnia: Hollywood Records - Pozycja na listach: 36. US Billboard 200 - Sprzedaż w USA: 50 000 - Single: - 2006: Push It to the Limit - 2007: Deal With It - 2007: She Could Be |

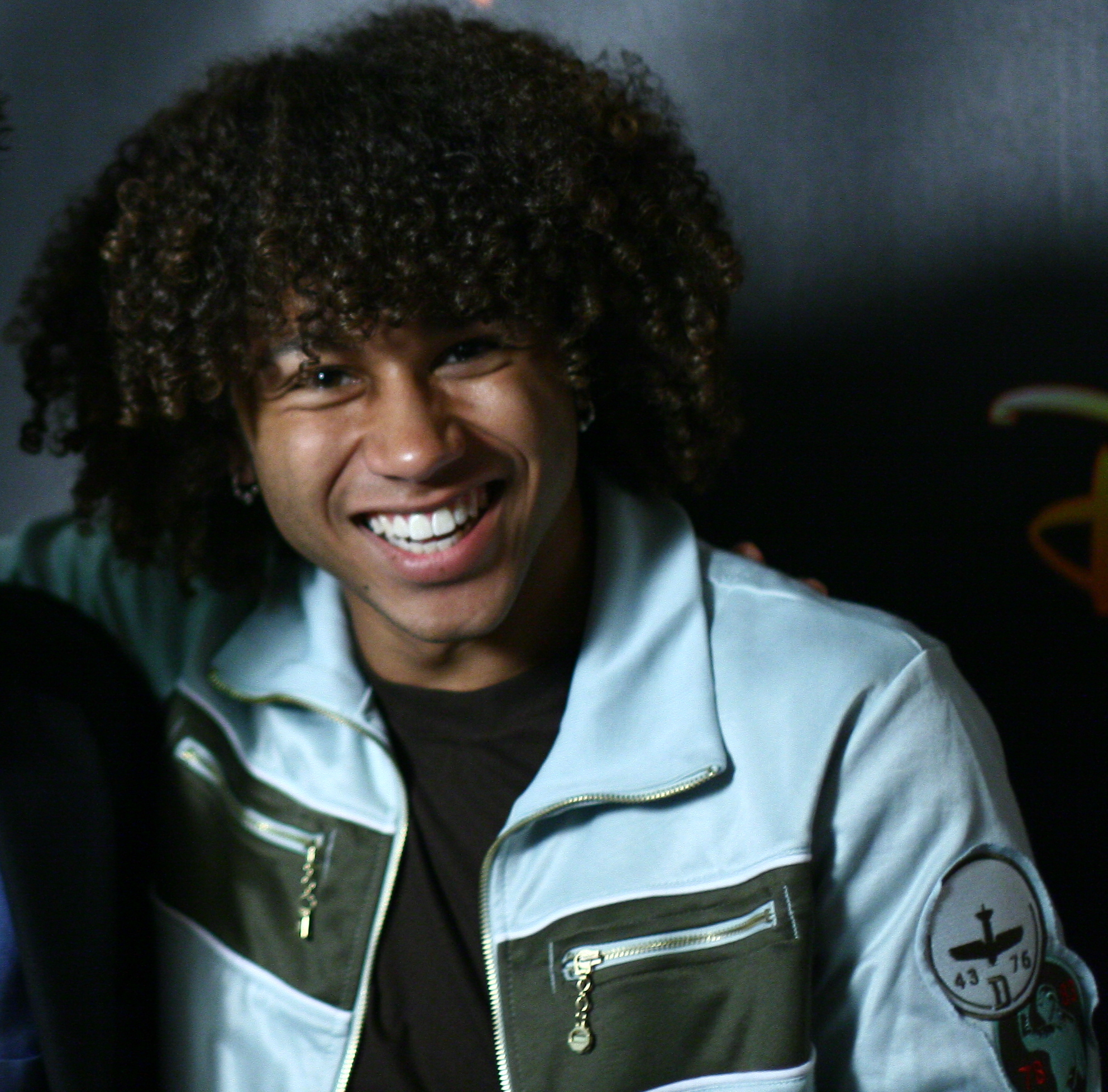
Corbin Bleu w 2007

### Speed of Light
| Informacje o albumie |
| --- |
| Speed of Light - Data wydania: 10 marca 2009 (USA) - Wytwórnia: Hollywood Records - Single: - Moment that Matter - Celebrate You |

### Inne utwory
- 2008: „The Boys are Back” – High School Musical 3 (w duecie z Zakiem Efronem)
- 2008: „Run It Back Again” – Tajmiaki
- 2007: „Push It To The Limit” – Wskakuj!
- 2007: „Two Worlds” – z Disneymania 5
- 2007: „I Don’t dance” – High School Musical 2
- 2007: „Still There For Me” (w duecie z Vanessą Hudgens)
- 2006: „Circles” – Zagubieni z lotu 29
- 2006: „Homework” – Another Side
- 2006: „Get’ch In My Head In The Game” – High School Musical